# كيفن غوتيريز
كيفن غوتيريز (بالإسبانية: Kevin Gutiérrez)‏ (1 مارس 1995 بتوكستلا غوتيريز في المكسيك - ) هو لاعب كرة قدم مكسيكي في مركز الدفاع. شارك مع منتخب المكسيك تحت 20 سنة لكرة القدم. أما مع النوادي، فقد لعب مع نادي تشياباس ونادي تيخوانا ونادي كيريتارو.

## وصلات خارجية
- كيفن غوتيريز على موقع الاتحاد الدولي (مؤرشف)  (الإنجليزية)
- كيفن غوتيريز على موقع قاعدة بيانات كرة القدم.إي يو (الإنجليزية)
- كيفن غوتيريز على موقع Soccerway.com (الإنجليزية)
- كيفن غوتيريز على موقع AS.com (الإسبانية)